# 反对党八股
《反对党八股》是毛泽东在1942年2月8日举行的延安干部会议上所作的演讲，是毛泽东著名的文章之一。在文章中，毛泽东罗列了“党八股”的八条罪状，在文章称其为“不是革命的东西，而是阻碍革命的东西”，并予以反对。

## “党八股”的由来
八股文是中国科举考试时常用写议论文的一种常用格式。而“党八股”，主要是指空话套话。“党八股”一词因毛泽东的《反对党八股》而闻名于世，但是该词语并非毛泽东首创。目前可考的最早提及“党八股”一词的文献，是张闻天于1932年11月发表的《论我们的宣传鼓动工作》。毛泽东在此后也曾使用“党八股”指代空话套话。但在毛泽东发表《反对党八股》之前，中国共产党党内基本没有特别地批评“党八股”的声音。

## 《反对党八股》的发表及后续影响
1942年2月1日，毛泽东在中央党校的开学典礼上作题为《整顿学风党风文风》的演讲，标志着延安整风运动的开始。在《整顿学风党风文风》的演讲中，毛泽东指责“党八股”是“藏垢纳污的东西，是主观主义和宗派主义的一种表现形式”。1942年2月8日，在延安干部会议上，毛泽东作《反对党八股》报告，罗列“党八股”的八大罪状，并指其必须被彻底抛弃。1942年2月11日，《解放日报》发表社论《宣布党八股死刑》，传达毛泽东该文的精神。此后，《反对党八股》成为延安整风运动的纲领性文献之一，也成为了中国共产党党史上有重要影响力的文献之一，并被收入1942年册的《中共中央文件选集》。中华人民共和国建立以后，中国共产党在开展改进文风的活动时，也时常会引用这篇文章。1951年6月6日，《人民日报》刊登社论《正确地使用祖国的语言，为语言的纯洁和健康而斗争!》，文中多处引用此文。